# Tik Tik Boom
"Tik Tik Boom" é uma canção da artista musical americana Britney Spears, gravada para o oitavo álbum de estúdio de Spears, Britney Jean (2013).  Foi composta e produzida por Anthony Preston e Damien LeRoy, com auxílio da própria, com auxílio de Onique "Sparrow" Williams, T.I., Andre Lindal, Joakim Haukaas na escrita.

## Composição
A canção tem dois minutos e cinquenta e sete minutos, que é dos gênero EDM e R&B. Também contém influências do hip-hop, em que o site POPssauro, em uma crítica ao álbum, disse que "a produção é mais uma faixa pop repetitiva com trap-dance".

## Charts
| Chart (2013)                                    | Peak position |
| ----------------------------------------------- | ------------- |
| South Korean International Digital Chart (Gaon) | 16            |